# 埃莱克·克布勒什
埃莱克·克布勒什（Elek Köblös，1887年5月12日—1938年10月9日）是出生于奥匈帝国的匈牙利裔羅馬尼亞共产党前领导人。
克布勒什作为代表于1921年参加了罗马尼亚社会党大会，在那里俄国十月革命的支持者建立了"社会主义共产党"（很快重新命名为 罗马尼亚共产党）。大会结束后，他于5月21日被捕，1922年释放。1922年在普洛耶什蒂举行罗马尼亚共产党举行第二次代表大会，克布勒什当选中央委员会委员。 克布勒什领导党的贸易联盟部门，尤其是木工联盟。
1924年在维也纳举行的第三次代表大会，克布勒什被任命为罗共总书记，并担任此一职务直到1927年。在此期间，克布勒什与马塞尔·波克尔发生了冲突。1924年夏天，克布勒什前往苏俄，代表罗马尼亚党出席了共产国际第四次大会。1925年克布勒什回到罗马尼亚，7月他组织了一个秘密会议，决定用现有的工人和农民集团为共产党的活动作掩饰。 这一努力是不成功的，1925年他被迫流亡。直到1927年他都待在维也纳和苏联。
1927年，克布勒什回到罗马尼亚，再次遭到警察监控。他匆忙逃到捷克斯洛伐克，但在科希策被捕，通捷克斯洛伐克当局试图将其引渡回罗马尼亚。不过由于国际左派分子的游说活动，他得以逃亡苏联。在1928年6月，克布勒什在乌克兰哈尔科夫出席了罗马尼亚共产党第四次会议。克布勒什受到严厉批评，并没能再度入选中央委员会。1929年，俄罗斯共产党和共产国际再次谴责他的政治活动，并禁止他留在罗马尼亚共产党。克布勒什继续定居苏联。在1937年的大清洗中他被逮捕，并被控间谍罪。克布勒什最终于1938年9月被处决。